# 도연 (가수)
도연(2002년 8월 16일 ~ )은 대한민국의 가수다. 2022년 싱글 앨범 [Happy Dream]으로 데뷔했다.

## 방송
- 전교톱10 (2020) - Top32

## 음반
- IN MY MEMORY (2022)
- 2022 컴필레이션 앨범 "함께한 순간들" (2022)
- Happy Dream (해피 드림) (2022)
- WANT (2023)

## 기타
- 라디 <prod by 라디 5> (2022) - 보컬 참여